# Museo de Genji Monogatari
El Museo de la novela de Genji está en Uji, Kioto, Japón. Se muestra el mundo de la  novela clásica japonesa Genji Monogatari (La historia de Genji) con proyección de imágenes, modelos y exposiciones. La cultura de la corte imperial de la era Heian, el vestuario de los aristócratas y los muebles de sus casas se muestran aquí.
En los últimos diez capítulos de La Historia de Genji se establecen en Uji, el héroe es Kaoru Genji (hijo de Hikaru Genji del clan Minamoto). La historia de estos capítulos se reproduce con gran realismo con una malla y un conjunto de tamaño natural. Los visitantes son introducidos a la línea de la historia y los personajes principales. Un cortometraje basado en los diez capítulos Uji y creado exclusivamente para el museo se presenta en la sala de cine.
Hay una biblioteca con una colección de libros sobre el cuento de Genji.
El museo fue inaugurado en 1998.

## Galería de imágenes

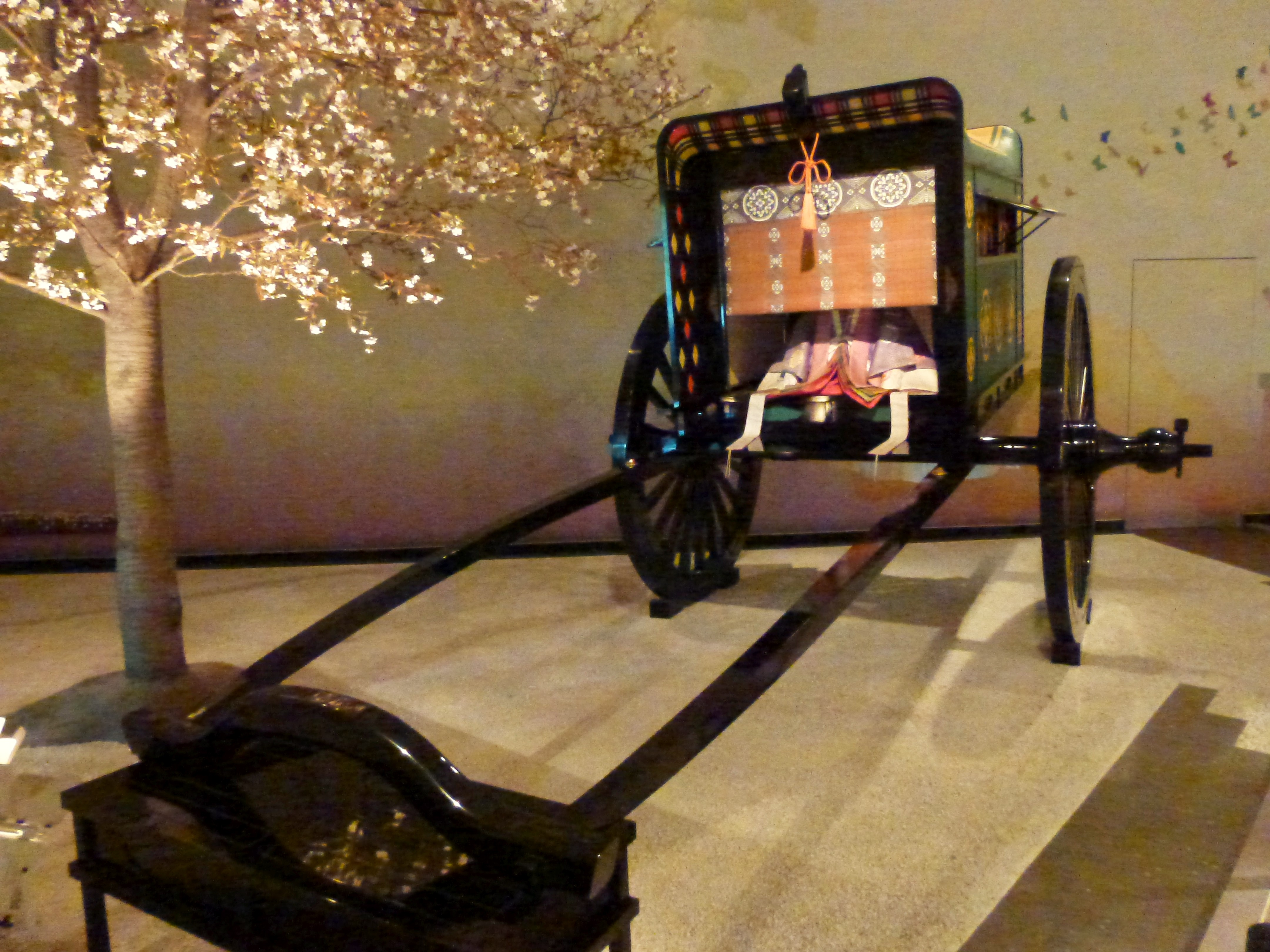
Carro arrastrado por bueyes
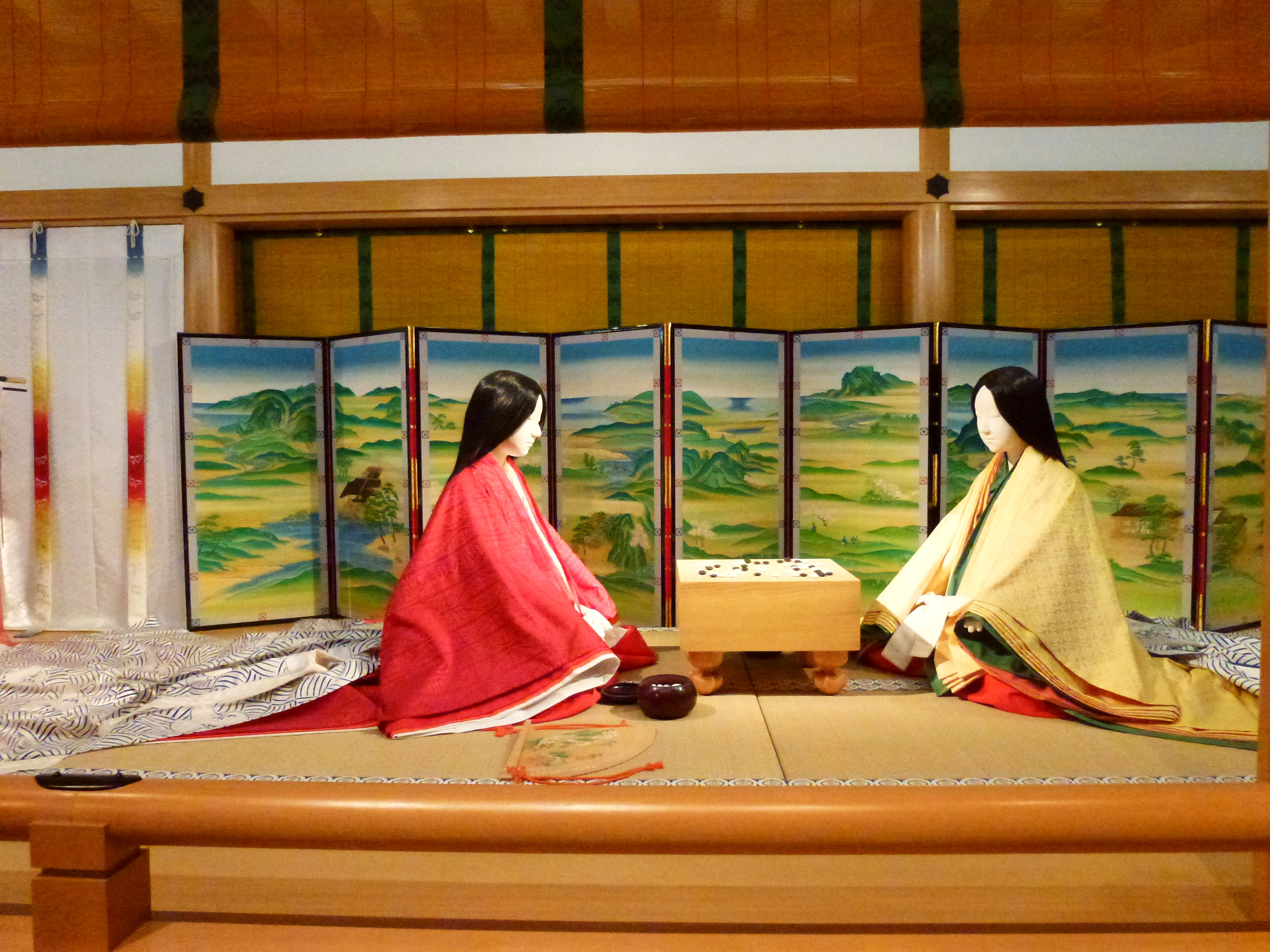
Doncellas de la Corte
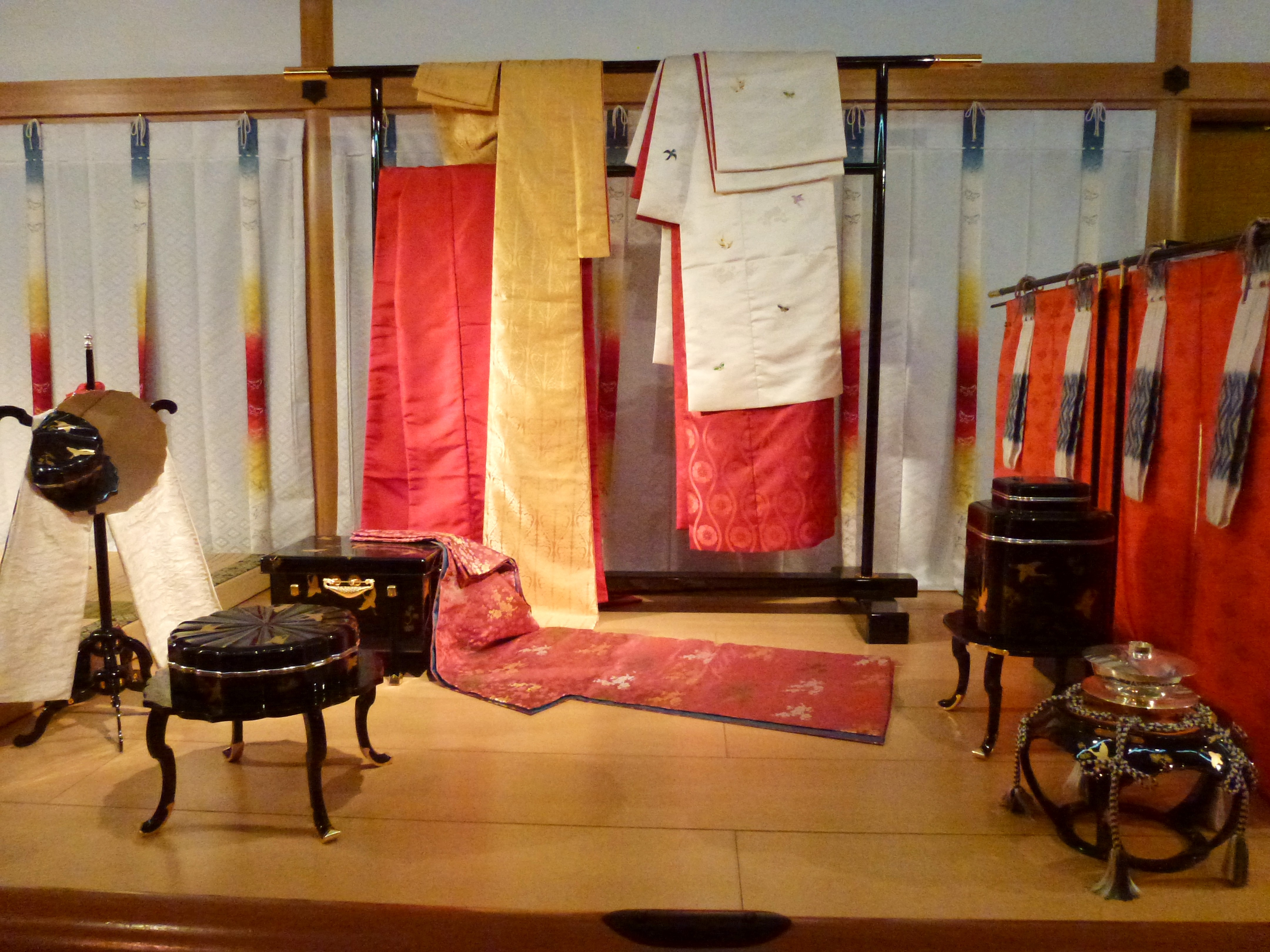
Los vestidos y el mobiliario
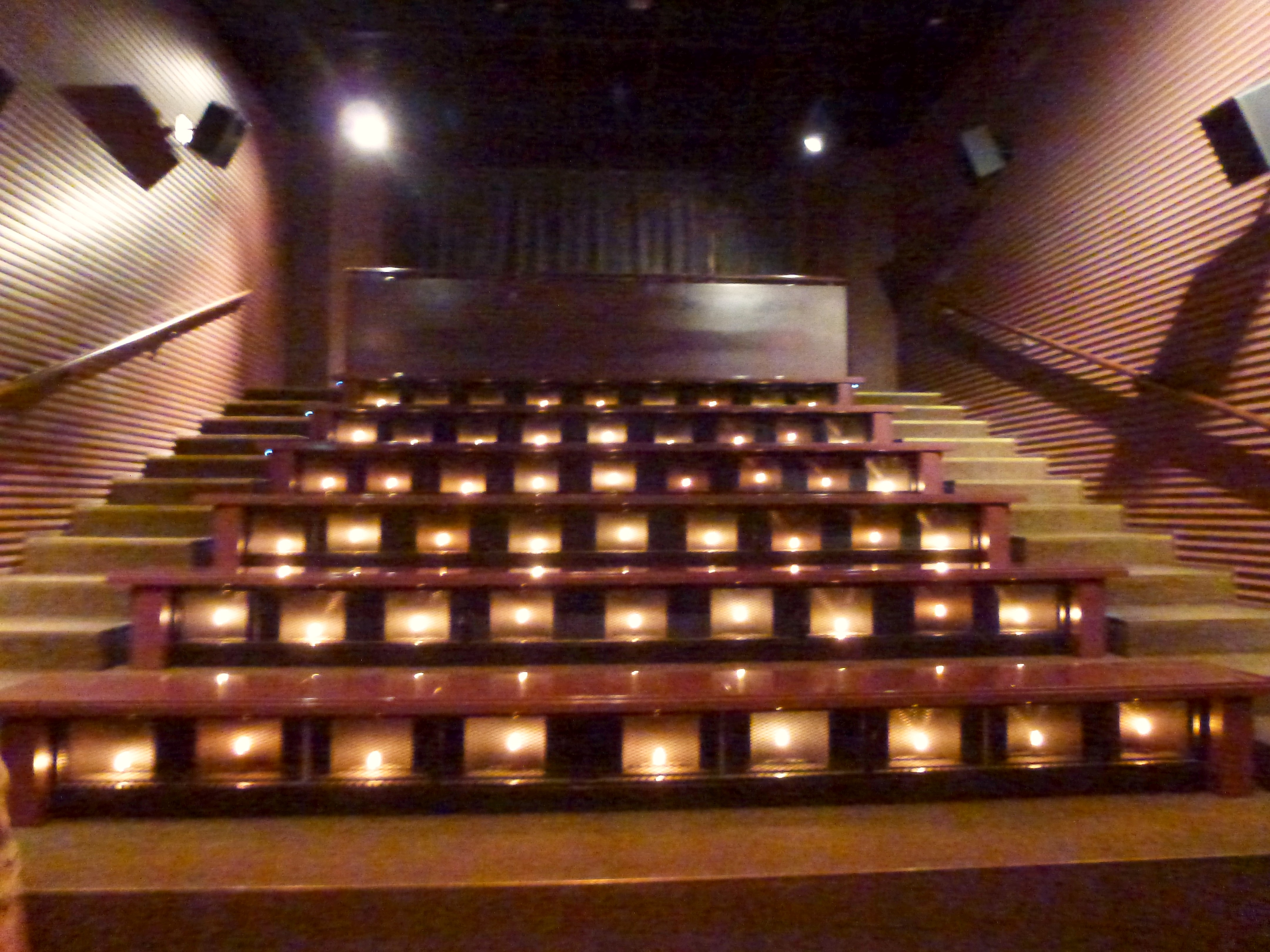
La sala de cine

## Enlaces
- Wikimedia Commons alberga una categoría multimedia sobre The Tale of Genji Museum.
- Museo de la Novela de Genji (página oficial) (en inglés)

- Datos: Q5677900
- Multimedia: The Tale of Genji Museum / Q5677900